# Cleofide
Cleofide (pronuncia-se "Cleófide") é uma ópera do compositor alemão Johann Adolf Hasse (1699-1783). O libreto é de Michelangelo Boccardi a partir de Alessandro nell'Indie, de Metastasio. Essa foi a primeira ópera de Hasse representada na corte de Dresden após ele ter assumido o posto de Primo Maestro di Capella (Kapellmeister) do Príncipe Eleitor da Saxônia, Friedrich August I (1670-1733). Uma apresentação privada ocorreu em 17 de agosto de 1731, mas a estreia oficial só ocorreu em 13 de setembro. Na plateia, acredita-se que estavam presentes nada medos do que Johann Sebastian Bach (1685-1750) e seu filho mais velho, Wilhelm Friedemann Bach (1710-1784).
Cleofide foi um marco importante na carreira de Hasse. Sua primeira ópera, Antíoco, havia estreado em Brunswick em 1721. Depois de alguns anos nessa cidade, onde atuou como músico e tenor na ópera local, Hasse viajou pela Itália entre 1724 e 1729. Apesar do sucesso de sua serenata Marc'Antonio e Cleopatra na corte de Nápoles, ele não conseguiu nenhum posto além de maestro sopranumerario. Em 1730, Hasse recebeu uma encomenda muito mais relevante vinda de Veneza, tendo estreado naquela cidade sua obra Artaserse em fevereiro. O libreto havia sido recém composto por Metastasio. Esse texto tem grande proximidade com Alessandro nell'Indie, a base para a adaptação de Boccardi em Cleofide. Diversos músicos de prestígio se dedicaram, então, a compor para ambos os textos, incluindo Händel que, em 1731, estreava sua obra Poro, re dell'Indie (HWV 28). No mesmo ano, Faustina Bordoni, recém casada com Hasse, interpretou Cleófide, mas em uma ópera de Porpora encenada em Turim.Tudo faz crer que Hasse reservou sua versão de Cleofide para a corte de Dresden, onde a estreia só se deu em setembro de 1731. Não há registros de representações da obra em outros lugares, nem mesmo em Viena, onde Metastasio ocupava o posto de poeta da corte. A apresentação de uma ópera com o nome Cleofide em Hamburgo no ano de 1732, possivelmente sob a direção de Telemann, refere-se à obra de Händel.  
A trama da Cleofide de Hasse se baseia em fatos reais, envolvendo a invasão da Índia por Alexandre, o Grande, por volta do ano 325 A.C. Do ponto de vista emocional, a trama de desenvolve em torno do sentimento de ciúmes. Poro, um dos reis da Índia que sofre com a invasão de Alexandre, acredita que sua esposa, Cleófide, é inviel a ele e se apaixonou pelo invasor. Alexandre, por sua vez, é apresentado como o grande heroi, modelo de virtude para os governantes. O texto explora ainda o drama da invasão e do imperialismo de Alexandre , colocado em questão pelo próprio Poro. Mas o papel central cabe, como é natural, a Cleófide que consegue vencer tanto o ímpeto conquistador de Alexandre quanto os ciúmes de Poro. Esse duplo drama se desenvolve no campo emocional do começo ao fim da ópera.

## Discografia
- Digital Capriccio (2011) Willian Christie rege a Capella Coloniensis. Emma Kirkby (soprano): Cleofide; Angnès Mellon (soprano): Erissena;  Randall Wong (soprano): Gandarte; Derek Lee Ragin (contratenor): Poro; Dominique Visse (contratenor): Alessandro; e David Cordier (contratenor): Timagene.